# Mara Bouneva
Mara Bouneva   (Tètovo, 1902 - Skopje, 14 de gener de 1928) (en búlgar: Мара Бунева) va ser una revolucionària macedònia membre de l'IMRO, i va participar en la lluita contra l'ocupació de Macedònia de Vardar pel regne dels serbis, croats i eslovens.
Mara Bouneva es va suïcidar, el 14 de gener de 1928, després d'assassinar el científic i representant oficial serbi Vladimir Prelić, conegut per arrestar i torturar estudiants de Vardar Macedònia per la seva consciència nacional macedònia. Aquest acte va marcar la resistència local a la política sèrbia d'assimilació forçada.